# Tmarus floridensis
Tmarus floridensis es una especie de araña cangrejo del género Tmarus, familia Thomisidae.

## Distribución
Esta especie se encuentra en los Estados Unidos.